# Peters Første Brev
Peters Første Brev er et af de Katolske breve i Det Nye Testamente. Ifølge den kristne tradition er det apostlen Peter, oprindelig Simon Bar-Jona, der har skrevet brevet. Brevet er rettet til flere menigheder i Lilleasien, der var udsat for religiøs forfølgelse.
Teksten er skrevet engang i 90'erne, angiveligt i Rom, af en ukendt forfatter og er en del af 'de katolske breve', som mere er henvendt til kirken som sådan, frem for en bestemt menighed, som det oftest er tilfældet for Paulus' breve.
Luthers tanker om det almindelige præstedømme, dvs. at alle døbte i princippet har mulighed for at være præster, er blandt andet inspireret af følgende fra første brev (kapitel 2, vers 9 og 10): "Men I er en udvalgt slægt, et kongeligt præsteskab, et helligt folk, et ejendomsfolk, for at I skal forkynde hans guddomsmagt, han som kaldte jer ud af mørket til sit underfulde lys, I, som før ikke var et folk, men nu er Guds folk, I, som ikke fandt barmhjertighed, men nu har fundet barmhjertighed".
I kapitel 3 kaldes dåben for 'den lille syndflod'.
Om opfordring til kærlighed, og at udnytte de evner, den enkelte har (kapitel 8, vers 8-11): "først og fremmest skal I holde fast ved den indbyrdes kærlighed, for kærlighed skjuler mange synder. Vær gæstfrie mod hinanden uden tværhed. Som gode forvaltere af Guds mangfoldige nåde skal enhver af jer tjene de andre med den nådegave, han har fået. Den, der taler, skal tale med ord fra Gud; den, der tjener, skal tjene med den kraft, Gud giver, for at Gud i alle ting må blive herliggjort ved Jesus Kristus. Æren og magten er hans i evighedernes evigheder! Amen".